# James Roday
James David Rodríguez (ur. 4 kwietnia 1976) – amerykański aktor, znany jako James Roday.

## Życie osobiste
Urodził się w San Antonio w stanie Teksas. Uczęszczał do Taft High School w San Antonio. Studiował sztukę teatru w Experimental Theatre Wing, istniejącym przy New York University, gdzie zdobył bachelor's degree. Razem z Bradem Raiderem założył w 1999 roku Red Dog Squadron.
Od 2006 do 2014 był związany z Maggie Lawson, aktorką występującą z nim w Świrach.

## Nagrody i nominacje
- W 2006 r. był nominowany do Nagrody Satelity w kategorii Najlepszy aktor w serialu komediowym za rolę w serialu „Psych”.
- W 2007 r. został umieszczony na 62. miejscu listy „100 Najpiękniejszych ludzi” (People).
- W 2008 r. był nominowany do ALMA Awards.
- W 2009 r. za rolę Shawna Spencera nominowano go do Ewwy Award w kategorii Najlepszy aktor w serialu komediowym.

## Filmografia
| Rok       | Tytuł                                           | Rola                             | Dodatkowe inf.                |
| --------- | ----------------------------------------------- | -------------------------------- | ----------------------------- |
| 1999      | Już nadchodzi (Coming Soon)                     | Chad                             |                               |
| 1999      | Ryan Caulfield: Year One                        | Vic                              | 2 odcinki                     |
| 2000      | Believe                                         | Bruce Arm/Agent Johnny           |                               |
| 2000      | Luzik Guzik (Get Real)                          | Trent Sykes                      | 1 odcinek                     |
| 2001      | Thank Heaven                                    | Receptionist                     |                               |
| 2001      | Na starcie (First Years)                        | Edgar 'Egg' Ross                 |                               |
| 2002      | Repli-Kate                                      | Max                              |                               |
| 2002      | Powrót do Providence (Providence)               | Alexander Conrad                 | 1 odcinek                     |
| 2002      | Showtime                                        | 'Maxis' Cameraman                |                               |
| 2003      | Rolling Kansas                                  | Dick Murphy                      |                               |
| 2003      | Mów mi swatka (Miss Match)                      | Nick Paine                       | 14 odcinków                   |
| 2005      | Nie wracaj w te strony (Don't Come Knocking)    | Mickey, First Assistant Director |                               |
| 2005      | Diukowie Hazzardu (The Dukes of Hazzard)        | Billy Prickett                   |                               |
| 2006      | Święto piwa (Beerfest)                          | German Messenger                 |                               |
| 2006      | Zew krwi (Skinwalkers)                          | writer                           |                               |
| 2006-2014 | Świry (Psych)                                   | Shawn Spencer                    | główny bohater                |
| 2008      | Fear Itself                                     | Carlos                           | 1 odcinek                     |
| 2009      | Gamer                                           | News Co-Host #1                  |                               |
| 2009      | His Name Was Jason: 30 Years of Friday the 13th | −                                | telewizyjny film dokumentalny |
| 2010      | Love Bites                                      | −                                | 1 odcinek                     |